# Tibor Tihanics
Tibor Tihanics (ur. 1 stycznia 1965) – węgierski zapaśnik walczący w stylu klasycznym.
Zajął szóste miejsce na mistrzostwach świata w 1994; dziesiąte w 1989. Czwarty na mistrzostwach Europy w 1994; siódmy w 1989. Czwarty w Pucharze Świata w 1993 roku.